# Jacob Larsen
Jacob Søgaard Larsen (Søllerød, 13 de junio de 1988) es un deportista danés que compitió en remo.
Participó en los Juegos Olímpicos de Río de Janeiro 2016, obteniendo una medalla de plata en la prueba de cuatro sin timonel ligero.
Ganó cuatro medallas en el Campeonato Mundial de Remo entre los años 2011 y 2015, y tres medallas en el Campeonato Europeo de Remo entre los años 2013 y 2015.

## Palmarés internacional
| Juegos Olímpicos   | Juegos Olímpicos         | Juegos Olímpicos  | Juegos Olímpicos          |
| Año                | Lugar                    | Medalla           | Prueba                    |
| ------------------ | ------------------------ | ----------------- | ------------------------- |
| 2016               | Río de Janeiro (Brasil)  | Medalla de plata  | Cuatro sin timonel ligero |
| Campeonato Mundial |                          |                   |                           |
| Año                | Lugar                    | Medalla           | Prueba                    |
| 2011               | Bled (Eslovenia)         | Medalla de bronce | Ocho con timonel ligero   |
| 2013               | Chungju (Corea del Sur)  | Medalla de oro    | Cuatro sin timonel ligero |
| 2014               | Ámsterdam (Países Bajos) | Medalla de oro    | Cuatro sin timonel ligero |
| 2015               | Aiguebelette (Francia)   | Medalla de plata  | Cuatro sin timonel ligero |
| Campeonato Europeo |                          |                   |                           |
| Año                | Lugar                    | Medalla           | Prueba                    |
| 2013               | Sevilla (España)         | Medalla de oro    | Cuatro sin timonel ligero |
| 2014               | Belgrado (Serbia)        | Medalla de oro    | Cuatro sin timonel ligero |
| 2015               | Poznań (Polonia)         | Medalla de bronce | Cuatro sin timonel ligero |